# نبرد شیکوئو
نبرد شیکوئو (انگلیسی: Battle of Xinkou) یکی از درگیری‌های تعیین‌کننده در نبرد تائی‌یوان، دومین مورد از ۲۲ درگیری اصلی بین اارتش انقلابی ملی و نیروی زمینی امپراتوری ژاپن در جنگ دوم چین و ژاپن بود.